# Курасова, Антонина Семёновна
Антонина Семёновна Курасова (1 февраля 1941 — 2 сентября 2024) — советский и российский педагог, заслуженный учитель РФ, Народный учитель Российской Федерации (2009).

## Биография
Антонина Потапова родилась в 1941 году в селе Тюнино Рогнединского района Орловской области. Окончила Тюнинскую среднюю школу, в 1962 году окончила Новозыбковский педагогический институт и в том же году начала педагогическую карьеру. Работала учительницей русского языка и литературы в Госомской восьмилетней средней школе, параллельно до 1966 года работала в Брянском городском комитете ВЛКСМ. С 1966 года работала в Брянском городском Дворце Пионеров, с 1970 года — учительница русского языка и литературы средней школы № 51, в 1975—1990 годах — заместитель директора и директор средней школы № 54. Проявила себя талантливым учителем-словесником и выдающимся педагогом-организатором.
В 1990 году стала основательницей и первым директором Брянского городского лицея № 1 имени А. С. Пушкина, ставшего ведущим средним учебным заведением города и области, а в 2006 году признанного лучшим в России, была советником мэра Брянска Игоря Алёхина по вопросам образования, входила в Общественный комитет при городском совете народных депутатов Брянска.
Антонина Курасова была инициатором создания ассоциации «Русский лицей», объединившей ряд учебных заведений центральных областей России при поддержке МГУ им. Ломоносова и Российской академии наук.
К 2010 году Брянский лицей № 1 стал самым большим средним учебным заведением области, приняв 1107 учеников с 5 по 11 класс, из которых 138 проживали в созданном по настоянию Антонины Курасовой пансионе «Орбита», позволившем обучаться детям из сельских регионов и детям-сиротам.
Преподавательский коллектив состоял из 119 учителей, в числе которых было 16 Заслуженных учителей РФ и 21 отличник народного просвещения. За первые 20 лет истории Брянского лицея № 1 его ученики более 800 раз становились призёрами школьных олимпиад, в том числе 83 — всероссийских и 10 — международных. На 2010 год из 3364 выпускников 532 окончили лицей с золотыми и серебряными медалями, более 900 поступили в ВУЗы Москвы и Санкт-Петербурга, в том числе 253 — в МГУ.
В 2011 году в возрасте 70 лет вышла на пенсию после более 20 лет работы в должности директора Лицея № 1.
Умерла 2 сентября 2024 года в возрасте 83 лет, церемония прощания прошла в Брянском областном театре драмы. Похоронена рядом с мужем на Аллее Славы Центрального кладбища Брянска.

## Семья
- Муж — Александр Егорович Курасов[8] (ум. 2012[7]), первый секретарь Горкома КПСС Брянска, глава аппарата администрации Брянской области. Сын Андрей Александрович, внук Андрей Андреевич[8].

## Награды
- Орден Почёта;
- Заслуженный учитель Российской Федерации;
- Почётный гражданин Брянска;
- Почётный гражданин Брянской области;
- Народный учитель Российской Федерации (2009)[1].